# Lago Palü
O Lago Palü é um lago localizado abaixo da Montanha Piz Palü, no cantão dos Grisões, Suíça. 
Água do Glaciar Palü alimenta o lago. Em 1926, procedeu-se à construção de uma barragem o que permitiu o uso do lago como um reservatório.